# Nokia 3650
Le Nokia 3650 était le premier GSM Nokia sous Symbian apparu aux États-Unis. Il est tri-bande (900/1800/1900). Il intègre une caméra VGA et un écran de 4 096 couleurs avec une définition de 176 par 208 pixels.
Il possède une fente pour y insérer une carte MMC qui est incluse par défaut.
Un des principaux inconvénients est qu'il possède un clavier en rond. Un grand nombre de propriétaires recherchaient un téléphone Symbian S60 avec un clavier normal. À la suite de ces demandes, Nokia a sorti le Nokia 3660 qui comprend ces modifications.

## Téléphone relatif
- Nokia 3660